# 尕藏寺
尕藏寺，位于中国青海省称多县称文乡尕藏贡巴村，为第六批青海省文物保护单位，公布日期为1998年12月22日，类型为古建筑。
尕藏寺的历史年代为元。